# Чемпионат Абхазии по волейболу среди мужчин
Чемпионат Абхазии по волейболу среди мужчин — ежегодное соревнование мужских волейбольных команд Абхазии. Проводится с 2003 года.

## Чемпионат 2018
Чемпионат 2018 года прошёл в ноябре в Сухуме. В нём приняли участие 6 команд: «Сухум», «Ачандара», «Пицунда», РДЮСШ (Сухум), «Гагра», «Гудаута».
Команды провели однокруговой турнир, по итогам которого определена итоговая расстановка мест. Чемпионский титул выиграла команда города Сухум. 2-е места заняла Ачандара, 3-е — Пицунда.

## Чемпионы
- 2003
- 2004
- 2005
- 2006
- 2007 «Ачандара»
- 2008 «Гудаута»
- 2009 «Ачандара»
- 2010 «Ачандара»
- 2011 «Ачандара»
- 2012 «Сухум»
- 2013 «Сухум»
- 2014 «Сухум»
- 2015 «Сухум»
- 2016
- 2017
- 2018 «Сухум»
- 2019
- 2020 «Ачандара»
- 2021 «Ачандара»
- 2022 «Сухум»
- 2023 «Сухум»